# 沃爾夫岡·萊昂哈德
沃尔夫冈·莱昂哈德（德語： 1921年4月16日—2014年8月17日）德国政治作家、苏联、东德、共产主义史学家，出生于德国共产党家庭，母亲与德国共产党创始人罗莎·卢森堡和卡尔·李卜克内西是密友。在二次世界大战中，莱昂哈德一家为躲避希特勒而流亡苏联。并于战后返回到德国，成为德意志民主共和国建立者之一，1949年因对东德政权失望逃往南斯拉夫，1950年前往西德、英国，1956年前往美国，1966年至1987年任教耶鲁大学，教授苏联及共产主义历史，后来的美国总统小布什曾是莱昂哈德历史课的学生，对其印象深刻。冷战结束后回到德国。

## 学生
- 安妮·阿普尔鲍姆
- 小布什